# Old Bones
"Old Bones" é o sétimo episódio da primeira temporada da série de televisão Sons of Anarchy. Foi escrito por Dave Erickson, dirigido por Gwyneth Horder-Payton e foi ao ar originalmente em 15 de outubro de 2008 nos Estados Unidos.

## Enredo
Funcionários de empresas de serviços públicos que trabalham perto da Rodovia 44 desenterram três esqueletos enquanto colocam canos. Quando a SAMCRO ouve a notícia, uma reunião de emergência do clube é organizada. Clay diz ao clube que os corpos são Mayans mortos na guerra SAMCRO-Mayan de 91, e eles precisam impedir que sejam identificados. Na verdade, porém, um dos corpos realmente pertence a Lowell Harland Sr., um mecânico da garagem de Clay que foi morto por ser um "rato drogado". O filho de Lowell Sr., Lowell Jr., agora também é mecânico de garagem e ex-viciado em drogas. Tig é o único membro além de Clay que sabe que Lowell Sr. foi assassinado.
Para arrecadar fundos para comprar mais armas do IRA, o clube decide inscrever o Half-Sack em uma competição de boxe. Half-Sack, o ex-campeão na categoria peso-leve, deve vencer as cinco primeiras lutas e perder na sexta. Isso permitirá que a SAMCRO aposte no oponente mais fraco e ganhe uma grande recompensa. Ele é treinado por Chibs, que recentemente voltou de sua viagem com Michael McKeavey. Chibs insiste que Half-Sack "não tem bebida, nem erva daninha nem xoxota". Isso significa que Cherry deve ser mantida longe dele. Para testar sua lealdade a Half-Sack, Bobby tenta fazer sexo com Cherry em sua casa, mas ela recusa seus avanços.
Naquela noite, Clay, Tig e Jax vão ao necrotério para roubar alguns corpos. Para passar despercebido, eles devem ter certeza de que não há ninguém por perto; Tig mostra a marca de mordida em suas nádegas para as médicas que estão por perto, que fogem com nojo. Clay diz a Jax para esperar do lado de fora e ficar de guarda. Ao encontrar o primeiro homem morto, Tig começa a remover seus dentes com um alicate - até que Jax aparece e se oferece para dar uma mão. Ele descobre que o corpo já foi identificado e que é Lowell Sr. Clay afirma que Lowell Sr. foi morto pelos Mayans e, depois de se vingar de seus assassinos, Clay e Tig enterraram os três corpos juntos.
Na delegacia, os agentes Hale e Stahl, tendo identificado os corpos, suspeitam dos assassinatos de Clay e decidem usar suas suspeitas para virar Lowell Jr. contra SAMCRO. Eles o trazem para a estação e contam a ele sobre o destino de seu pai e onde ele foi enterrado. Mais tarde, na garagem, Clay tenta convencer Lowell do contrário, contando a ele a mesma história que ele contou a Jax antes. Lowell parece ter acreditado na história da polícia, no entanto, e desaparece. Preocupado que ele possa ser um risco para o clube, Clay sai para rastreá-lo e matá-lo. Ele encontra Lowell em um motel e coloca uma arma em sua cabeça, preparando-se para matá-lo. No entanto, ele muda de ideia e decide contar a verdade a Lowell e levá-lo para casa.

## Recepção

### Crítica
Em uma análise, Zach Handler da The A.V. Club deu a "Old Bones" uma nota B, afirmando; "Old Bones parecia mais como um set-up. Entre Meio-Saco e Jax tivemos algumas lutas decentes, mas o golpe nu era um pouco demais para os recém-casados e, por mais satisfatório que fosse a surra de Kohn, não parecia  como se tudo tivesse sido resolvido. Dado que Sons já foi renovado, estou me perguntando o quanto das maquinações de Gemma e Clay vão desmoronar nesta temporada; espero que consigamos algo mais do que olhares significativos e comentários velados que vivemos até aqui."

### Audiência
O episódio teve um total de 1,87 milhão de telespectadores em sua exibição original na FX na faixa de 18-49 anos de idade. Apresenta diminuição de 0.22 pontos de audiência em relação ao episódio anterior.